# 減衰振動

減衰振動の時刻歴波形の例
縦軸：振幅、横軸：時間

減衰振動（げんすいしんどう、damped oscillation、damped vibration）とは、振幅が時間とともに徐々に小さくなるような振動現象である。単振動などは永久に動き続ける運動であるが、実際にそのような実験を行うと、空気抵抗や摩擦力などの抵抗力を受け、いずれは停止してしまう。そのような運動を減衰振動と呼ぶ。

## 運動方程式

1自由度系の質量-バネ-ダンパ系の例

減衰を伴うバネ振動のアニメーション

減衰振動のもっとも単純なモデルは、壁と質点をばねでつないだ調和振動子モデルに、速度に比例する抵抗力を発生する減衰要素を加えたものである。時間をt、質点の質量をm、ダンパの減衰係数をc、ばね定数をk、質点の位置をx (t) （垂直方向のみ動けるとする）とすると、このモデルの運動方程式は次の線形微分方程式となる：
{\displaystyle m{\ddot {x}}(t)+c{\dot {x}}(t)+kx(t)=0}
さらに初期条件として次を与える：
{\displaystyle x(0)=x_{0}} ：初期位置
{\displaystyle {\dot {x}}(0)=v_{0}} ：初期速度
ここで上付きドットは時間微分である。この式のように、減衰力が速度に比例して発生するモデルにおける係数cのことを粘性減衰係数(viscous damping coefficient)と呼ぶ。
このモデルでは質点の垂直方向位置xのみを自由度としているので線形1自由度振動系などと呼ぶ。このような系は減衰を考慮した振動の最も単純な系の1つだが、この系の解析から減衰振動の重要な基礎概念を得ることができる。

### 簡略表現
運動方程式の簡略表現として、上式を変形した次式がよく用いられる：
{\displaystyle {\ddot {x}}(t)+2\zeta \omega _{0}{\dot {x}}(t)+\omega _{0}^{2}x(t)=0}
ここで、
{\displaystyle c_{\text{c}}=2{\sqrt {mk}}} ：臨界粘性減衰係数 (critical viscous damping constant) 
{\displaystyle \zeta ={\frac {c}{c_{\text{c}}}}} ：減衰比 (damping ratio) 
{\displaystyle \omega _{0}={\sqrt {k/m}}} ：固有角振動数あるいは不減衰固有角振動数 (natural angular frequency) 

### 無次元形式
さらに初期条件も含めて無次元数で表すと、
{\displaystyle \chi ''(\tau )+2\zeta \chi '(\tau )+\chi (\tau )=0,}
{\displaystyle \chi (0)=1,\quad \chi '(0)=\sigma }
となる。ここで
{\displaystyle '=\mathrm {d} /\mathrm {d} \tau }
{\displaystyle \tau =\omega _{0}t} ：無次元時間
{\displaystyle \chi =x/x_{0}} ：無次元振幅
{\displaystyle \sigma ={\frac {v_{0}}{x_{0}\omega _{0}}}} ：無次元初期速度
上式から分かるように、この運動を支配するパラメータは本質的に減衰比ζと初期速度σの2つしかない。このことは次元解析をすることによっても分かる。

## 解

減衰振動の時刻歴変化の様子、ζの値によって運動の様子が異なる
縦軸は無次元振幅、横軸は無次元時間、ここではω：固有角振動数

この運動の解は減衰比ζの大きさによって4つに分類される。

### 不減衰振動
ζ = 0のとき
{\displaystyle x(t)=C\cos \left(\omega _{0}t-\alpha \right)}
ただし
{\displaystyle C=x_{0}{\sqrt {1+\sigma ^{2}}}}
{\displaystyle \alpha =\tan ^{-1}\left(-\sigma \right)}

### 減衰振動
0 < ζ < 1のとき
{\displaystyle x(t)=Ce^{-\zeta \omega _{0}t}\cos \left(\omega _{0}{\sqrt {1-\zeta ^{2}}}t-\alpha \right)}
ただし
{\displaystyle C=x_{0}{\sqrt {1+\left({\frac {\sigma +\zeta }{\sqrt {1-\zeta ^{2}}}}\right)^{2}}}}
{\displaystyle \alpha =-\tan ^{-1}\left(-{\frac {\sigma +\zeta }{\sqrt {1-\zeta ^{2}}}}\right)}
この解は正弦波の振幅が指数関数的に小さくなるような運動であり、狭義にはこの解のみを指して減衰振動と呼ぶ。このような条件を不足減衰(under damping)と呼ぶ。
関数の角振動数に注目すると、この系の固有角振動数は{\displaystyle \omega _{0}{\sqrt {1-\zeta ^{2}}}}で与えられ、0 < ζ < 1なので減衰が無い場合のω0よりも小さくなる。この減衰がある系の固有振動数を減衰固有角振動数(damped natural angular frequency)ωd、減衰固有振動数(damped natural frequency)fdと呼ぶ。
{\displaystyle \omega _{d}=\omega _{0}{\sqrt {1-\zeta ^{2}}}}
{\displaystyle f_{d}={\frac {\omega _{d}}{2\pi }}}

### 臨界減衰
ζ = 1のとき
{\displaystyle x(t)=x_{0}e^{-\omega _{0}t}\left\{\left(\sigma +1\right)\omega _{0}t+1\right\}}
このような条件を臨界減衰(critical damping)と呼ぶ。

### 過減衰
ζ > 1のとき
{\displaystyle x(t)=x_{0}e^{-\zeta \omega _{0}t}\left\{\cosh \left(\omega _{0}t{\sqrt {\zeta ^{2}-1}}\right)+{\frac {\sigma +\zeta }{\sqrt {\zeta ^{2}-1}}}\sinh \left(\omega _{0}t{\sqrt {\zeta ^{2}-1}}\right)\right\}}
このような条件を過減衰(over damping)と呼ぶ。臨界減衰および過減衰のときは、減衰係数が大きすぎるために振動するような解ではなくなっている。

### 指数関数を使った表現
減衰比ζが1でないときの解は、オイラーの公式などを用いて三角関数や双曲線関数を指数関数に直すことによって統一的に書き下すことができる。
{\displaystyle x(t)={\frac {x_{0}}{2}}e^{-\zeta \omega _{0}t}\left\{\left(1+{\frac {\sigma +\zeta }{\sqrt {\zeta ^{2}-1}}}\right)e^{\omega _{0}t{\sqrt {\zeta ^{2}-1}}}+\left(1-{\frac {\sigma +\zeta }{\sqrt {\zeta ^{2}-1}}}\right)e^{-\omega _{0}t{\sqrt {\zeta ^{2}-1}}}\right\}}

## エネルギーの散逸
減衰振動の運動方程式のエネルギー積分を考えると、系の力学的エネルギーがダンパの減衰力によって小さくなっていくことを見ることができる。エネルギーW を
{\displaystyle W({\dot {x}},x)\equiv {\frac {1}{2}}m{\dot {x}}^{2}+{\frac {1}{2}}kx^{2}}
とすると、その時間変化は
{\displaystyle {\begin{aligned}{\frac {dW}{dt}}&={\frac {\partial W}{\partial {\dot {x}}}}{\frac {d{\dot {x}}}{dt}}+{\frac {\partial W}{\partial x}}{\frac {dx}{dt}}\\&=-c{\dot {x}}^{2}\leq 0\end{aligned}}}
となり、減衰係数cに比例した大きさで減少することが分かる。
Q値は
{\displaystyle Q={\frac {1}{2\zeta }}}
となる。

## 減衰の種類
上記のモデルでは減衰力が減衰要素に対する相対速度に比例する単純なモデルとしたが、実際には減衰要素は非線形である場合が多い。代表的には以下のような減衰モデルの種類がある。
粘性減衰
減衰力が減衰要素に対する相対速度に比例して発生する減衰モデル。運動方程式が線形となり数学的な取り扱いが簡単となる。レイノルズ数が小さく層流状態が仮定できるような流体による抵抗力によってこのような減衰力が発生する。
速度二乗減衰
減衰力が減衰要素に対する相対速度の二乗に比例して発生する減衰モデル。レイノルズ数が大きくなる場合の流体の抵抗力によって発生する。抗力などを参照。
クーロン摩擦減衰
減衰力が減衰要素に対する相対速度の絶対値に無関係に一定の力で発生する減衰モデル。摩擦力#クーロンの摩擦モデルが成り立つとされる乾燥摩擦などで与えられる。減衰力が常に相対速度方向と逆に働く点は他の減衰と同じなので、相対速度0で減衰力が不連続となる。
ヒステリシス減衰
粘弾性を示す要素によって発生する減衰力。荷重と変形の関係がヒステリシスを示し、エネルギ損失が発生し、運動に減衰を与える。ゴムなどの粘弾性材料で顕著である。

## 解析力学による表現
減衰振動の運動方程式を与えるラグランジアンは次式で与えられる：
{\displaystyle L(x,{\dot {x}},t)={\frac {m}{2}}e^{2\gamma t}({\dot {x}}^{2}-\omega _{0}^{2}x^{2}).}
ただし γ := ζ ω0。このとき一般化運動量 p およびハミルトニアン H は
{\displaystyle p:={\frac {\partial L}{\partial {\dot {x}}}}=m{\dot {x}}e^{2\gamma t},}
{\displaystyle H(x,p,t)={\frac {1}{2m}}e^{-2\gamma t}p^{2}+{\frac {m}{2}}e^{2\gamma t}\omega _{0}^{2}x^{2}}
となる。
さらにこの系に W(x, P, t) = xP exp(γt) を母関数とする正準変換を施す。ここで変換後の位置を X、運動量を P と表す。すると変換前後の変数の関係及び変換後のハミルトニアン K は
{\displaystyle p={\frac {\partial W}{\partial x}}=Pe^{\gamma t},}
{\displaystyle X={\frac {\partial W}{\partial P}}=xe^{\gamma t},}
{\displaystyle K(X,P)=H+{\frac {\partial W}{\partial t}}={\frac {P^{2}}{2m}}+{\frac {m}{2}}\omega _{0}^{2}X^{2}+\gamma XP.}
と表され、ハミルトニアン K が時間 t を含まないことからこの系は時間変化しない保存量 K をもつ保存系であることが分かる。
{\displaystyle K(X,P)={\frac {P^{2}}{2m}}+{\frac {m}{2}}\omega _{0}^{2}X^{2}+\gamma XP={\text{const.}}}
正準変換前の変数 x, p で表すと
{\displaystyle {\frac {e^{-2\gamma t}}{2m}}p^{2}+e^{2\gamma t}{\frac {m}{2}}\omega _{0}^{2}x^{2}+\gamma xp={\text{const.}}}
ただし K は減衰振動系のエネルギーを表さないことに注意が必要である。